# Lombardsijde
Lombardsijde is een dorp in de Belgische provincie West-Vlaanderen en een deelgemeente van Middelkerke. Lombardsijde ligt aan de Belgische Kust, de dorpskern ligt op anderhalve kilometer van de zee en de bebouwing vormt één geheel met die van Westende. De oppervlakte van Lombardsijde verkleinde sterk in de tweede helft van de 20ste eeuw, toen de gebieden met onder andere de militaire basis en het natuurgebied aan de IJzermonding bij buurgemeente Nieuwpoort werden gevoegd.

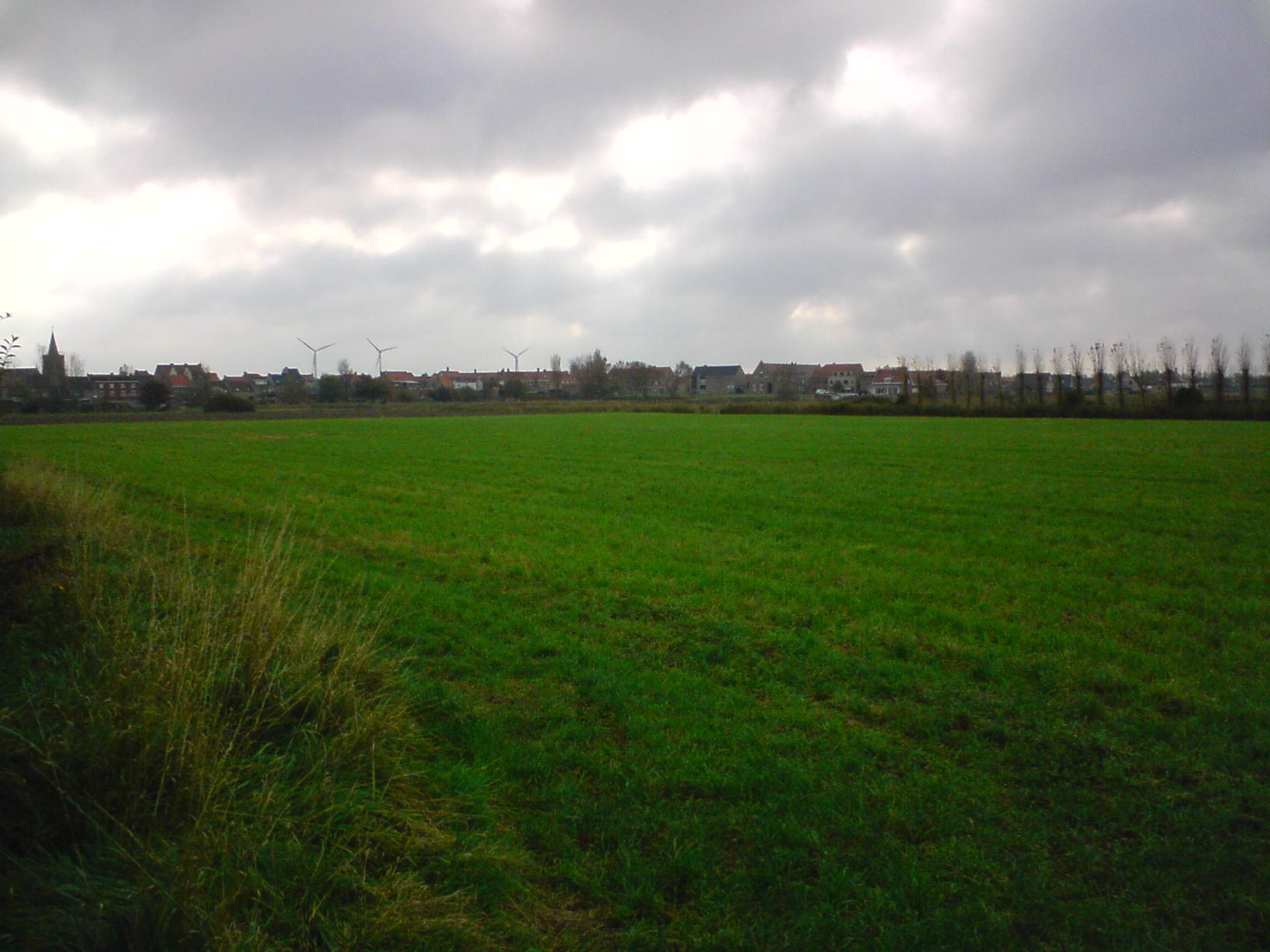
Naar Lombardsijde Dorp

## Geschiedenis
Door haar gunstige ligging aan de zee was Lombardsijde in het verleden een belangrijke handelsplaats. Ze werd echter door de overstroming van 1115 vernietigd.
Lombardsijde werd in de 12e eeuw gesticht op het nadien aan het vasteland vastgegroeide eiland Testerep, aan de kant van de monding van de IJzer, als Yde. Het was een vissersplaatsje. In 1248 werd Lombardsijde vermeld als een zelfstandige parochie met de naam Lombardie.
Ze kreeg in haar geschiedenis tevens af te rekenen met de stichting van de nieuwe stad Nieuwpoort rond 1150. Er kwam een vete tussen deze twee steden die in 1269 werd bijgelegd. In 1274 werd Lombardsijde het recht op het heffen van biertol gegeven door de graaf van Vlaanderen en de andere voorrechten werden later onder Lodewijk van Male hernieuwd.
De zwaarste slag kreeg deze stad in 1413 toen de graaf Lombardsijde verkocht aan Nieuwpoort. Daardoor verloor zij haar stadsrechten en hing zij voortaan af van de schepenbank van Nieuwpoort. Einde 16e eeuw had Lombardsijde te lijden onder de godsdienstoorlogen en de daarmee samenhangende Slag bij Nieuwpoort (1600). Op de Ferrariskaarten uit 1777 werd Lombardsijde vermeld als Lombarzyde. Het was toen een klein dorpje met amper 25 huizen.
Einde 19e eeuw begon de ontwikkeling van Lombardsijde als badplaats. Er kwamen enkele hotels en villa's, en van 1907-1909 werd een golfterrein aangelegd. 
In 1885 ging de eerste NMVB-tramlijn van België door Lombardsijde-dorp rijden, vanuit Oostende, via Middelkerke-dorp. In 1928 ging de elektrische Kusttramlijn vanuit Westende-bad tussen Lombardsijde-dorp en Nieuwpoort-stad meerijden op de stoomtramlijn. Tot in 2019 bleef de elektrische route door het dorp in stand. Sindsdien rijdt de Kusttram langs de Kustweg (N34) aan de westrand van het bebouwde dorp; halte Lombardsijde Schoolstraat ligt op circa 500 m van het centrum en halte Lombardsijde Zeelaan ligt in Lombardsijde-Bad aan de rand van camping Zomerzon. Buslijn 60 Oostende-Veurne rijdt wel door het dorp. De stoom-route door het dorp verdween in 1955. De stoomtram reed over alle vijf de sluisbruggen bij Nieuwpoort.
Tijdens Eerste Wereldoorlog was Lombardsijde het toneel van zware gevechten. Het dorp werd geheel vernield en op 20 oktober 1914 werd het dorp door de Duitsers ingenomen. Ondanks de numerieke meerderheid van de Duitsers slaagde het 9de-Linieregiment er twee dagen later in, op 22 oktober, om Lombardsijde te heroveren. Het regiment kreeg hiervoor na de oorlog een herdenkingsteken op het Dorpsplein.
Na de Eerste Wereldoorlog werd de functie van badplaats weer enigszins hersteld. Door de ontwikkeling van Westende-Bad en Nieuwpoort-Bad kwam de badplaatsfunctie van Lombardsijde onder druk te staan, en zeker toen in 1936 bij de IJzermonding een militair terrein werd aangelegd.
In 1971 werd de gemeente Lombardsijde opgeheven, het militair terrein aan de IJzermonding bij Nieuwpoort gevoegd en het dorp bij Westende gevoegd. In 1977 werden beide dorpen Lombardsijde en Westende een deelgemeente van Middelkerke.

## Demografische ontwikkeling
- Bronnen:NIS, Opm:1831 tot en met 1961=volkstellingen

## Bezienswaardigheden
- De Onze-Lieve-Vrouw Visitatiekerk
- Het Sint-Laureinsstrand is als landschap beschermd
- Het monument voor het 9de-linieregiment

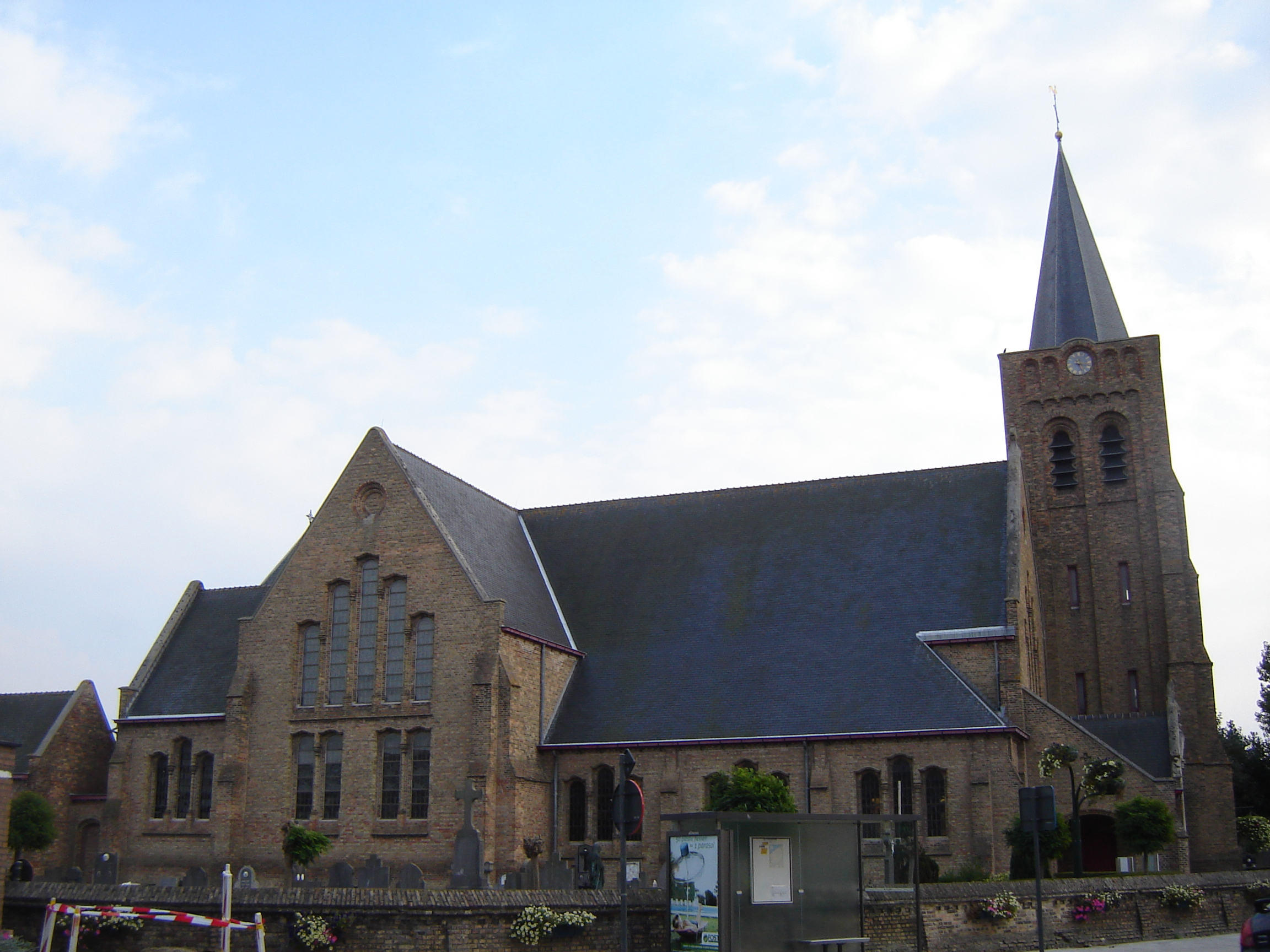
Onze-Lieve-Vrouw Visitatiekerk

## Natuur en landschap
Lombardsijde ligt nabij de monding van de IJzer, terwijl enkele kilometers naar het noorden zich de Noordzeekust bevindt. Men vindt hier het natuurgebied Sint-Laureinsstrand. Ten westen van Lombardsijde bevindt zich een militair terrein en het natuurgebied IJzermonding. In het zuiden vindt men het Kanaal Plassendale-Nieuwpoort en de Ganzepoot, een groot sluizencomplex.

## Politiek
Lombardsijde had een eigen gemeentebestuur en burgemeester tot de fusie van 1971. De laatste burgemeester was Valentin Coulier.

## Nabijgelegen kernen
Westende, Nieuwpoort, Sint-Joris

## Geboren in Lombardsijde
- Freddy Maertens (1952), voormalig wielrenner

Deelgemeenten: Leffinge · Lombardsijde · Mannekensvere · Middelkerke · Schore · Sint-Pieters-Kapelle · Slijpe · Westende · Wilskerke

Belgische gemeenten · Arrondissement Oostende · West-Vlaanderen · Vlaanderen